# Rue Bosio
La rue Bosio est une voie du 16e arrondissement de Paris, en France.

## Situation et accès
La rue Bosio est une voie publique située dans le 16e arrondissement de Paris. Elle débute au 6, rue Poussin et se termine au 21, rue Pierre-Guérin.
Elle est desservie à proximité par les lignes 9 et 10 à la station Michel-Ange - Auteuil.

## Origine du nom

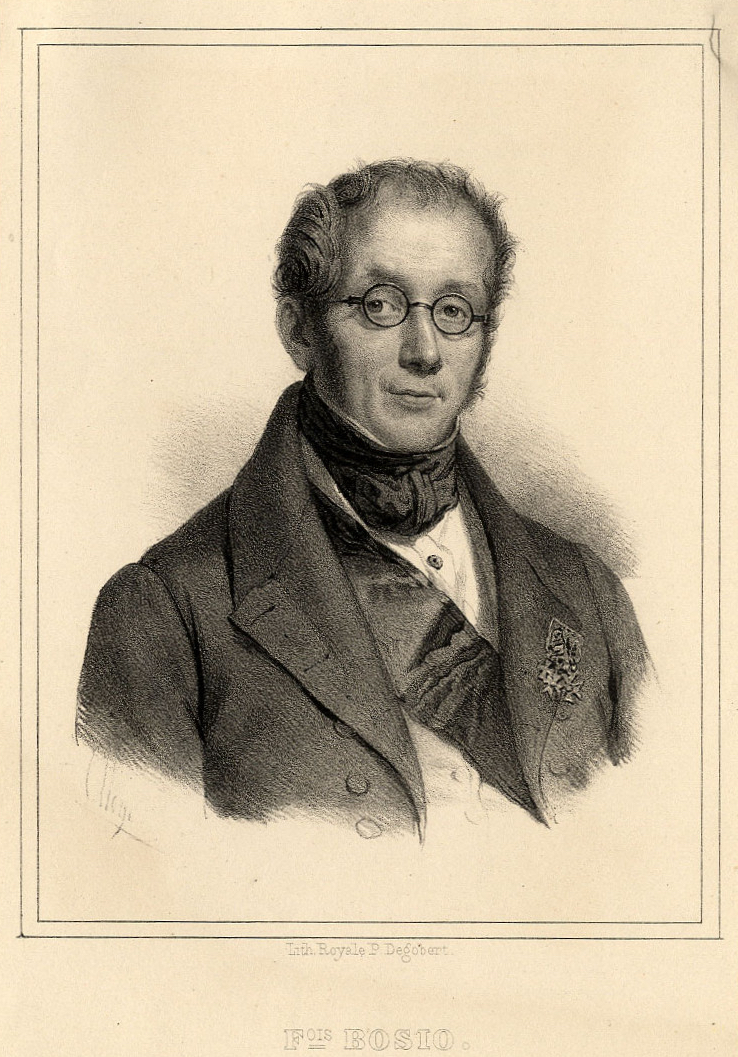
François-Joseph Bosio.

Elle porte le nom du statuaire François-Joseph Bosio (1768-1845). 

## Historique
Cette voie est ouverte en 1882 et classée dans la voirie parisienne par un décret du 15 juin 1885. Elle prend sa dénomination actuelle par un arrêté du 27 février 1886.

## Bâtiments remarquables et lieux de mémoire
- Le côté impair de la rue Bosio marque la limite de la villa Montmorency.

L'artiste de musique électronique Bosio a choisi son nom d'artiste en référence à cette rue, dans laquelle il a habité plusieurs années[réf. nécessaire].